# Qajyrgeldi Qabyldin
Qajyrgeldi Maqsutuly Qabyldin (kasachisch Қайыргелді Мақсұтұлы Қабылдин, russisch Каиргельды Максутович Кабылдин Kairgeldy Maxutowitsch Kabyldin; * 1. Januar 1953) ist ein kasachischer Manager.

## Leben
Qajyrgeldi Qabyldin wurde 1953 geboren. Er absolvierte ein Studium am Kasachischen Polytechnischen Institut und schloss dieses 1975 mit der Fachrichtung Systemingenieurwesen ab. Nach seinem Hochschulabschluss arbeitete er in der Erdölwirtschaft der Sowjetunion. Zwischen 1977 und 1982 war er für das Ministerium für Erdölindustrie in der Oblast Pawlodar tätig. Anschließend arbeitete er zwei Jahre lang als Leiter des Staatlichen Steuerdienstes in Pawlodar, bevor er erneut in der Erdölbranche tätig war.
Ab 1993 war Qabyldin für die Behörden des unabhängigen Kasachstan tätig. So war er zuerst Abteilungsleiter im Ministerium für Energie und Brennstoffe und anschließend Leiter der Abteilung für Pipelines und die Entwicklung der Produktionsinfrastruktur im Ministerium für Öl- und Gasindustrie. Ab 1997 war er als stellvertretender Vorstandsvorsitzender des neu gegründeten Unternehmens KazTransOil zuständig für dessen strategische Entwicklung. Diese Position hatte er bis März 2002 inne. Von April 2003 an war er bei der staatlichen Erdöl- und Erdgasgesellschaft KazMunayGas beschäftigt. Dort durchlief er verschiedene Positionen und wurde nach der Entlassung von Serik Bürkitbajew am 20. August 2008 neuer Vorstandsvorsitzender. In dieser Position leitete er das Staatsunternehmen bis 2011. Von Oktober 2011 bis Dezember 2015 war er Generaldirektor der KazTransOil.